# Anqing
Anqing (Kinesisk skrift: 安庆; pinyin: Ānqìng), eller Anking, tidligere Hwaining, er en kinesisk by på præfekturniveau i provinsen Anhui i den centrale del af Kina. Den har et areal 15.398 km² og omkring 6,04 millioner indbyggere. Anqing ligger på floden Yangtzes norlige bred, og byen har en stor flodhavn. 

## Administrative enheder
Anqing består af tre bydistrikter, et byamt og syv amter :
- Bydistriktet Yingjiang (迎江区);
- Bydistriktet Daguan (大观区);
- Bydistriktet Yixiu (宜秀区);
- Amtet Huaining (怀宁县);
- Amtet Zongyang (枞阳县);
- Amtet Qianshan (潜山县);
- Amtet Taihu (太湖县);
- Amtet Susong (宿松县);
- Amtet Wangjiang (望江县);
- Amtet Yuexi (岳西县);
- Byamtet Tongcheng (桐城市).

## Økonomi
Anqing er et vigtigt handelscenter. Byen har også olieraffinaderi, et kulkraftværk (Anqing kulkraftværk) og petrokemisk industri.

## Historie
Byen blev grundlagt før år 100 f.Kr. på Han-dynastiets tid. I 1100-tallet blev den hovedstaden for et militærpræfektur og fik sit nuværende navn Anqing. Under Taipingoprøret mod Qing-dynastiet i 1800-tallet var Anqing et af oprørernes vigtigste støttepunkter, efter at oprørslederen Hong Xiuquan (Hung Hsiu-Ch'üan) havde indtaget byen i 1853. I 1861 blev byen generobret af Qing-styrkerne. 
Mod slutningen af 1800-tallet var Anqing et centrum for kinesisk rustningsindustri.
Indtil 1949 var Anqing provinshovedstad i Anhui.
30°30′N 117°02′Ø / 30.5°N 117.03°Ø